# معركة خط تاننبرغ
معركة خط تاننبرغ (بالألمانية: Die Schlacht um die Tannenbergstellung)‏. (بالروسية: Битва за линию «Танненберг»)‏ أو معركة التلال الزرقاء (بالإستونية: Sinimägede lahing)‏ كانت مشاركة عسكرية بين مفرزة الجيش الألماني ناروا وجبهة لينينغراد السوفيتية. قاتلوا من أجل الاستراتيجية Narva Isthmus من 25 يوليو - 10 أغسطس 1944. خاضت المعركة على الجبهة الشرقية خلال الحرب العالمية الثانية. كان الهدف الاستراتيجي للعملية الإستونية السوفيتية هو إعادة احتلال إستونيا كقاعدة مواتية لغزو فنلندا وبروسيا الشرقية. شملت قوات فافن إس إس 24 كتيبة من المشاة المتطوعة من فرقة المتطوعين إس إس بانزرجرينادير نوردلاند، وSS Division Langemarck، والمتطوعون الهولنديون، وفيلق والون. يتألف نصف المشاة تقريباً من أفراد فرقة فافن غرينادير العشرين التابعة لقوات الأمن الخاصة (الاستونية الأولى) بدافع استعادة الاستقلال الإستوني بدلاً من دعم القوة النازية. القوة الألمانية المكونة من 22,250 رجل صدت 136,830 من القوات السوفيتية. بما أن القوات السوفيتية كانت تتعزز باستمرار، فإن الخسائر البشرية كانت 170,000 قتيلاً وجريحًا و157–164 دبابة.

## خلفية
بعد الدفاع عن جسر نارفا لمدة ستة أشهر، عادت القوات الألمانية إلى خط تانينبرغ في تلال سينيميد ( (بالروسية: Синие горы)‏ ) في 26 يوليو 1944. تجري التلال الثلاثة من الشرق إلى الغرب. وكان يطلق على تلة شرق ل الاستونيين باسم Lastekodumägi (دار الايتام هيل، Kinderheimhöhe باللغة الألمانية). كان الوسط هو Grenaderimägi (Grenadier Hill و Grenadierhöhe) والغربي هو Tornimägi (Tower Hill ، المعروف أيضًا باللغة الألمانية باسم 69.9 أو Liebhöhe (Love Hill)). للارتفاعات منحدرات شديدة الانحدار وترتفع من 20 إلى 50 متراً فوق الأرض المحيطة.

## مقارنة القوى

### السوفييت
لا توجد نظرة عامة كاملة على ترتيب القوات السوفيتية أو أحجام المفرزة في المعركة. بالنسبة للهجوم الذي وقع في 29 يوليو، ركز Govorov على جميع الوحدات السوفيتية القادرة، التي تتكون من 11 فرقة وستة أفواج دبابات. الوحدات السوفيتية التي عانت من خسائر تم دعمها بقوة جديدة. دعمت المدفعية الثقيلة السوفيتية الفرق التسعة: 109 و117 و122. تمركز الفيلقين 109 و117 بالقرب من سينيماد ، في حين تم إرسال الفيالق الثاني عشر والثاني إلى القسم الجنوبي، بالقرب من كنيسة أبرشية فايفارا. تعرضت مواقع فرقة المشاة الحادية عشرة للهجوم بشكل أساسي من قبل الجيش الثامن البالغ قوامه 35000 فرد من خلال سلاح المدفعية 112، واثنين من أفواج الدبابات الجديدة و 1680 مدفع هجومي، تم نشرها في تسعة أفواج مدفعية و150 مركبة مدرعة. وشملت القوات المدرعة دبابات أي أس-2 الجديدة تمامًا مع دروع إضافية وبندقية 122 ملم. تم دعم القوات من قبل الجيش الجوي الثالث عشر. النظام السوفيتي للمعركة (البيانات المتاحة اعتبارًا من 28 يوليو 1944):
جبهة لينينغراد - المارشال ليونيد غوفوروف
- جيش الصدمة الثاني - الفريق إيفان فيديونينسكي
  - فيلق البندقية 109 - الرائد. الجنرال إيفان ألفيروف
    - فرقة المدفعية 72 - ايليا ياستربوف
    - فرقة المدفعية 109 - الرائد الجنرال نيكولاي تروزكين
    - فرقة المدفعية 125 - العقيد فاسيلي زينوف

  - 122 بندقية سلاح
  - فيلق البندقية 124 - العقيد ميخائيل بابشينكو
  - فرقة المدفعية الحادية والثلاثون - الرائد الجنرال بيوتر رومانينكو
  - فرقة المدفعية 191 - الرائد الجنرال إيفان بوراكوفسكي
  - لواء المهندسين الحادي والعشرين - المقدم Vasilkov